# Vaccinium candidum
Vaccinium candidum är en ljungväxtart som beskrevs av J.F. Veldkamp. Vaccinium candidum ingår i Blåbärssläktet, och familjen ljungväxter. Inga underarter finns listade i Catalogue of Life.